# Världsmästerskapen i hastighetsåkning på skridskor (distanser) 2000
VM i hastighetsåkning på skridskor (distanser) 2000 anordnades i Nagano i Japan. Världsmästerskap gällande olika sträckor, anordnas de år då Olympiska vinterspel ej anordnas.

## Resultat

### Damer
- - 2 x 500 m
- 1 Monique Garbrecht, Tyskland
- 2 Svetlana Sjurova, Ryssland
- 3 Catriona LeMay-Doan, Kanada
  - 1 000 m
- 1 Monique Garbrecht, Tyskland
- 2 Marianne Timmer, Nederländerna
- 3 Chris Witty, USA
  - 1 500 m
- 1 Claudia Pechstein, Tyskland
- 2 Anni Friesinger, Tyskland
- 3 Emese Hunyady, Österrike
  - 3 000 m
- 1 Claudia Pechstein, Tyskland
- 2 Gunda Niemann, Tyskland
- 3 Maki Tabata, Japan
  - 5 000 m
- 1 Gunda Niemann, Tyskland
- 2 Claudia Pechstein, Tyskland
- 3 Tonny de Jong, Nederländerna

### Herrar
- - 2 x 500 m
- 1 Hiroyasu Shimizu, Japan
- 2 Mike Ireland, Kanada
- 3 Jeremy Wotherspoon, Kanada
  - 1 000 m
- 1 Ådne Søndrål, Norge
- 2 Jan Bos, Nederländerna
- 3 Mike Ireland, Kanada
  - 1 500 m
- 1 Ids Postma, Nederländerna
- 2 Ådne Søndrål, Norge
- 3 Jan Bos, Nederländerna
  - 5 000 m
- 1 Gianni Romme, Nederländerna
- 2 Bob de Jong, Nederländerna
- 3 Keiji Shirahata, Japan
  - 10 000 m
- 1 Gianni Romme, Nederländerna
- 2 Bob de Jong, Nederländerna
- 3 Frank Dittrich, Tyskland